# Felice Casorati (Maler)
Felice Casorati (* 4. Dezember 1883 in Novara; † 1. März 1963 in Turin) war ein italienischer Maler.

## Leben

Felice Casorati war der Sohn eines Offiziers und verbrachte seine Kindheit und Jugend in zahlreichen Garnisonstädten; u. a. in Mailand, Reggio nell’Emilia, Sassari und Padua. Casorati begann ein Klavierstudium, wechselte aber bald aus gesundheitlichen Gründen an die Universität Padua, wo er ein Jurastudium abschloss.
Neben dem Studium nahm Casorati Unterricht in der Malerei, zuerst in Padua und ab 1908 in Neapel. In den Jahren 1907 und 1909 stellte er erstmals seine Gemälde in Venedig aus. Sein Frühwerk war noch stark vom Symbolismus und dem Wiener Jugendstil, insbesondere vom Werk Gustav Klimts geprägt.
Im Jahr 1918, nach Kriegsteilnahme im Ersten Weltkrieg, zog er nach Turin und blieb dort bis an sein Lebensende. Anfang der 1920er Jahre ließ sich Casorati von der Metaphysischen Malerei Giorgio De Chiricos beeinflussen und übernahm Elemente von dessen räumlicher Bildkonzeption. Neben den Stillleben setzte er nun die menschliche Figur in den Mittelpunkt seiner Bilder. Im Jahr 1923 wurde Felice Casorati kurzfristig inhaftiert, weil er sich an einer antifaschistischen Gruppe beteiligt hatte.
In den 1920er Jahren lehrte Casorati an der Kunstakademie in Turin, wo sich um ihn eine regelrechte Schule bildete. Zu seinen Schülerinnen gehörten dort Nella Marchesini, Daphne Maugham-Casorati, Paola Levi Montalcini, Marisa Mori und Lalla Romano. 1924 kam die 26 Jahre alte Daphne Mabel Maugham (* 18. Dezember 1897 in London; † 1982 in Pavarolo bei Turin), Nichte von William Somerset Maugham, als Kunststudentin nach Turin, wo sie Casoratis Schülerin wurde. 1931 heirateten die beiden. 1934 wurde ihr Sohn Francesco Casorati geboren, der ebenfalls Maler wurde und nach dem Tod seiner Mutter im Jahr 1982 den Nachlass seiner Eltern verwaltete. Er starb am 18. Februar 2013, seither betreut seine Witwe Paola Zanetti zusammen mit zwei Töchtern den künstlerischen Nachlass der Casoratis in Turin und Pavarolo bei Turin.
Das Ehepaar war ab den 30er Jahren auf zahlreichen nationalen und internationalen Ausstellungen vertreten und nahm intensiv teil am intellektuellen Leben Turins. Im Salon von Casorati verkehrten Lionello Venturi, Giacomo Debenedetti, Carlo Levi, Mario Soldati, Giacomo Noventa, die Musiker Alfredo Casella, Giorgio Federico Ghedini und andere. Felice Casorati gewann unter anderem den Preis für Malerei auf der Biennale von Venedig im Jahr 1938. Sein Werk Carità di San Martino von 1939 befindet sich im Museo Cantonale d’Arte in Lugano. Im Jahr 1955 war er Teilnehmer der documenta 1 in Kassel. Neben seiner Malerei entwarf er auch Bühnenbilder.
1950 wurde er zum assoziierten Mitglied der Académie royale des Sciences, des Lettres et des Beaux-Arts de Belgique gewählt.
Felice Casorati wurde in Turin begraben.

## Werk
Nach den am Wiener Secessionismus orientierten, symbolistischen Anfängen, mit denen Casorati bereits in jungen Jahren auf sich aufmerksam machen kann, durchläuft der Künstler etwa von 1918 bis 1920 eine Übergangsphase, in der er sich von der dekorativ-ornamentalen Auffassung des Jugendstils ab- und einer den „eigenen“, italienischen Traditionen, namentlich den Meistern der florentinischen Frührenaissance (insbes. Piero della Francesca) verpflichteten, klassischen Auffassung zuwendet. Figuren und Bildraum werden nun zunehmend im Sinne der Vorgaben der Valori plastici plastisch durchformt, wie wohl Casorati stets auf deutliche Distanz zu den ideologisch positionierten Gruppierungen um das Novecento italiano bedacht ist und in Turin einen eigenen Zirkel zu formieren sucht, von dem im kulturellen Leben der Stadt einige Jahrzehnte lang entscheidende Impulse ausgehen werden.
Die Jahre 1920 bis 1925 werden in der Literatur gemeinhin mit dem Attribut „neoklassizistisch“ überschrieben und setzen sich übergangslos in die Hauptschaffensperiode der späten 1920er, 1930er und 1940er Jahre fort. Letztere ist durch eine gegenüber der ersten Hälfte der 1920er Jahre noch gesteigerte meditative Ruhe der Bildsujets, durch große Klarheit und Schlichtheit der Komposition, gedämpfte Farbigkeit und weiche Konturen charakterisiert.
Aktdarstellungen – überwiegend Mädchen- und Frauenfiguren, vereinzelt auch Knabenakte – in als Ruheraum angelegten Interieurs stehen im Mittelpunkt dieser äußerst produktiven Schaffenszeit. Casoratis Biograf Francesco Poli spricht von der „solitudine casoratesca“, einer zwischen stiller Melancholie, heiterer Gelassenheit und subtiler Erotik changierenden Behandlung der weiblichen Figur, durch die sich Casoratis Figurenbilder der Zwischenkriegszeit deutlich von jenen der Neuen Sachlichkeit mit ihren kühl-distanzierten Auffassung unterscheiden.
Auch Porträts, Landschaften und Stillleben spielen im Œuvre der mittlere Schaffensperiode eine nicht unbedeutende, wenn auch untergeordnete Rolle.
Die zweite Hälfte der 1940er Jahre schließlich markiert den allmählichen Übergang in das Alterswerk mit einer nun erneut flächigen, dekorativen Auffassung, die als ein Rückgriff auf Ansätze des Frühwerks gesehen werden kann.